# NGC 6104
NGC 6104 (również PGC 57684 lub UGC 10309) – galaktyka spiralna z poprzeczką (SBa), znajdująca się w gwiazdozbiorze Korony Północnej. Odkrył ją William Herschel 16 maja 1787 roku. Należy do galaktyk Seyferta.
W galaktyce tej zaobserwowano supernową SN 2002de.